# Värend
Värend er sammen med Njudung og Finnveden et af de større "små lande" i Småland i Sverige. Värend svarer stort set til det nutidige Kronobergs län bortset fra Sunnerbo härad i Finnveden.